# Internazionali d'Italia di tennis (doppio maschile)
Questo è un elenco delle finali del doppio maschile degli Internazionali d'Italia. Il torneo non si è svolto dal 1936 al 1949. Con quattro titoli conquistato ciascuno condividono il record per vittore nel doppio Jaroslav Drobný, Neale Fraser, John Newcombe, Brian Gottfried, Raúl Ramírez, Daniel Nestor, Bob e Mike Bryan. I fratelli statunitensi Bob e Mike Bryan hanno anche il record come coppia, così come Brian Gottfried e Raúl Ramírez che però hanno pure il record per titoli consecutivi avendo vinto i loro quattro titoli continuativamente dal 1974 al 1977.
| Anno       | Vincitori                                  | Finalisti                           | Punteggio                    |
| ---------- | ------------------------------------------ | ----------------------------------- | ---------------------------- |
| 1930       | Wilbur Coen Bill Tilden                    | Uberto De Morpurgo Placido Gaslini  | 6–0, 6–3, 6–3                |
| 1931       | Alberto Del Bono Pat Hughes (1)            | Henri Cochet André Merlin           | 3–6, 8–6, 4–6, 6–4, 6–3      |
| 1932       | Pat Hughes (2) Giorgio De Stefani          | Jacques Bonte André Merlin          | 6–2, 6–2, 6–4                |
| 1933       | Jean Lesueur André Martin-Legeay           | Giovanni Palmieri Emanuele Sertorio | 6–2, 6–4, 6–2                |
| 1934       | Giovanni Palmieri George Lyttleton-Rogers  | Pat Hughes Giorgio De Stefani       | 3–6, 6–4, 9–7, 0–6, 6–2      |
| 1935       | Jack Crawford Vivian McGrath               | Jean Borotra Jacques Brugnon        | 4–6, 4–6, 6–4, 6–2, 6–2      |
| 1936- 1949 | Non disputato                              | Non disputato                       | Non disputato                |
| 1950       | Bill Talbert Tony Trabert                  | Budge Patty Bill Sidwell            | 6–3, 6–1, 4–6 rit.           |
| 1951       | Jaroslav Drobný (1) Dick Savitt            | Gianni Cucelli Rolando Del Bello    | 6–2, 7–9, 6–1, 6–3           |
| 1952       | Jaroslav Drobný (2) Frank Sedgman          | Gianni Cucelli Rolando Del Bello    | 3–6, 7–5, 3–6, 6–3, 6–2      |
| 1953       | Lew Hoad (1) Ken Rosewall                  | Jaroslav Drobný Budge Patty         | 6–2, 6–4, 6–2                |
| 1954       | Jaroslav Drobný (3) Enrique Morea (1)      | Tony Trabert Vic Seixas             | 6–4, 0–6, 3–6, 6–3, 6–4      |
| 1955       | Art Larsen Enrique Morea (2)               | Nicola Pietrangeli Orlando Sirola   | 6–1, 6–4, 4–6, 7–5           |
| 1956       | Jaroslav Drobný (4) Lew Hoad (2)           | Nicola Pietrangeli Orlando Sirola   | 11–9, 6–2, 6–3               |
| 1957       | Neale Fraser (1) Lew Hoad (3)              | Nicola Pietrangeli Orlando Sirola   | 6–1, 6–8, 6–0, 6–2           |
| 1958       | Antal Jancsó Kurt Nielsen                  | Luis Ayala Don Candy                | 8–10, 6–3, 6–2, 1–6, 9–7     |
| 1959       | Roy Emerson (1) Neale Fraser (2)           | Nicola Pietrangeli Orlando Sirola   | 8–6, 6–4, 6–4                |
| 1960       | Nicola Pietrangeli Orlando Sirola          | Roy Emerson Neale Fraser            | 3–6, 7–5, 2–6, 11–11 sospesa |
| 1961       | Roy Emerson (2) Neale Fraser (3)           | Nicola Pietrangeli Orlando Sirola   | 6–2, 6–4, 11–9               |
| 1962       | Neale Fraser (4) Rod Laver                 | Ken Fletcher John Newcombe          | 11–9, 6–2, 6–4               |
| 1963       | Bob Hewitt (1) Fred Stolle (1)             | Nicola Pietrangeli Orlando Sirola   | 6–3, 6–3, 6–1                |
| 1964       | Bob Hewitt (2) Fred Stolle (2)             | Tony Roche John Newcombe            | 7–5, 6–3, 3–6, 7–5           |
| 1965       | Tony Roche (1) John Newcombe (1)           | Ronald Barnes Tomaz Koch            | 1–6, 6–4, 2–6, 12–10 sospesa |
| 1966       | Roy Emerson (3) Fred Stolle (3)            | Nicola Pietrangeli Cliff Drysdale   | 6–4, 12–10, 6–3              |
| 1967       | Bob Hewitt (3) Frew McMillan               | William Bowrey Owen Davidson        | 6–3, 2–6, 6–3, 9–7           |
| 1968       | Tom Okker (1) Marty Riessen                | Allan Stone Nicholas Kalogeropoulos | 6–3, 6–4, 6–2                |
| 1969       | Tony Roche (2) John Newcombe (2)           | Tom Okker Marty Riessen             | 6–4, 1–6, sospesa            |
| 1970       | Ilie Năstase (1) Ion Țiriac (1)            | William Bowrey Owen Davidson        | 0–6, 10–8, 6–3, 6–8, 6–1     |
| 1971       | Tony Roche (3) John Newcombe (3)           | Andrés Gimeno Roger Taylor          | 6–4, 6–4                     |
| 1972       | Ilie Năstase (2) Ion Țiriac (2)            | Lew Hoad Frew McMillan              | 3–6, 3–6, 6–4, 6–3, 5–3 rit. |
| 1973       | John Newcombe (4) Tom Okker (2)            | Ross Case Geoff Masters             | 6–3, 6–2, 6–3                |
| 1974       | Brian Gottfried (1) Raúl Ramírez (1)       | Juan Gisbert Ilie Năstase           | 6–3, 6–2, 6–3                |
| 1975       | Brian Gottfried (2) Raúl Ramírez (2)       | Jimmy Connors Ilie Năstase          | 6–4, 7–6, 2–6, 6–1           |
| 1976       | Brian Gottfried (3) Raúl Ramírez (3)       | Geoff Masters John Newcombe         | 7–6, 5–7, 6–3, 3–6, 6–3      |
| 1977       | Brian Gottfried (4) Raúl Ramírez (4)       | Fred McNair Sherwood Stewart        | 7–6, 6–7, 7–5                |
| 1978       | Víctor Pecci (1) Belus Prajoux             | Jan Kodeš Tomáš Šmíd                | 6–7, 7–6, 6–1                |
| 1979       | Peter Fleming Tomáš Šmíd                   | José Luis Clerc Ilie Năstase        | 4–6, 6–1, 7–5                |
| 1980       | Mark Edmondson Kim Warwick                 | Balázs Taróczy Eliot Teltscher      | 7–6, 7–6                     |
| 1981       | Hans Gildemeister Andrés Gómez             | Bruce Manson Tomáš Šmíd             | 7–5, 6–2                     |
| 1982       | Heinz Günthardt Balázs Taróczy             | Wojciech Fibak John Fitzgerald      | 6–4, 4–6, 6–3                |
| 1983       | Francisco González Víctor Pecci (2)        | Jan Gunnarsson Mike Leach           | 6–2, 6–7, 6–4                |
| 1984       | Ken Flach Robert Seguso                    | John Alexander Mike Leach           | 3–6, 6–3, 6–4                |
| 1985       | Anders Järryd Mats Wilander                | Ken Flach Robert Seguso             | 4–6, 6–3, 6–2                |
| 1986       | Guy Forget (1) Yannick Noah (1)            | Mark Edmondson Sherwood Stewart     | 7–6, 6–2                     |
| 1987       | Guy Forget (2) Yannick Noah (2)            | Miloslav Mečíř Tomáš Šmíd           | 6–2, 6–7, 6–3                |
| 1988       | Jorge Lozano Todd Witsken                  | Anders Järryd Tomáš Šmíd            | 6–3, 6–3                     |
| 1989       | Jim Courier Pete Sampras                   | Danilo Marcelino Mauro Menezes      | 6–4, 6–3                     |
| 1990       | Sergio Casal Emilio Sánchez                | Jim Courier Marty Davis             | 7–6, 7–5                     |
| 1991       | Omar Camporese Goran Ivanišević            | Luke Jensen Laurie Warder           | 6–2, 6–3                     |
| 1992       | Jakob Hlasek Marc Rosset                   | Wayne Ferreira Mark Kratzmann       | 6–4, 3–6, 6–1                |
| 1993       | Jacco Eltingh Paul Haarhuis                | Wayne Ferreira Mark Kratzmann       | 6–4, 7–6                     |
| 1994       | Evgenij Kafel'nikov (1) David Rikl         | Wayne Ferreira Javier Sánchez       | 6–1, 7–5                     |
| 1995       | Cyril Suk (1) Daniel Vacek                 | Jan Apell Jonas Björkman            | 6–3, 6–4                     |
| 1996       | Byron Black Grant Connell                  | Libor Pimek B. Talbot               | 6–2, 6–3                     |
| 1997       | Mark Knowles (1) Daniel Nestor (1)         | Byron Black Alex O'Brien            | 6–3, 4–6, 7–5                |
| 1998       | Mahesh Bhupathi (1) Leander Paes           | Ellis Ferreira Rick Leach           | 6–4, 4–6, 7–6                |
| 1999       | Ellis Ferreira Rick Leach                  | D. Adams J. De Jager                | 6–7, 6–1, 6–2                |
| 2000       | Martin Damm (1) Dominik Hrbatý             | Wayne Ferreira Evgenij Kafel'nikov  | 6–4, 4–6, 6–3                |
| 2001       | Wayne Ferreira Evgenij Kafel'nikov (2)     | Daniel Nestor Sandon Stolle         | 6–4, 7–6(6)                  |
| 2002       | Martin Damm (2) Cyril Suk (1)              | Wayne Black Kevin Ullyett           | 7–5, 7–5                     |
| 2003       | Wayne Arthurs Paul Hanley                  | Michaël Llodra Fabrice Santoro      | 6–1, 6–3                     |
| 2004       | Mahesh Bhupathi (2) Maks Mirny             | Wayne Arthurs Paul Hanley           | 2–6, 6–3, 6–4                |
| 2005       | Michaël Llodra Fabrice Santoro (1)         | Bob Bryan Mike Bryan                | 6–4, 6–2                     |
| 2006       | Mark Knowles (2) Daniel Nestor (2)         | Jonathan Erlich Andy Ram            | 6–4, 5–7, 13–11              |
| 2007       | Fabrice Santoro (2) Nenad Zimonjić (1)     | Bob Bryan Mike Bryan                | 6–4, 6(4)–7, 9–7             |
| 2008       | Bob Bryan (1) Mike Bryan (1)               | Daniel Nestor Nenad Zimonjić        | 6–3, 6–4, [10–8]             |
| 2009       | Daniel Nestor (3) Nenad Zimonjić (2)       | Bob Bryan Mike Bryan                | 7–6(5), 6–3                  |
| 2010       | Bob Bryan (2) Mike Bryan (2)               | John Isner Sam Querrey              | 6–2, 6–3                     |
| 2011       | John Isner Sam Querrey                     | Mardy Fish Andy Roddick             | Ritirati per infortunio      |
| 2012       | Marcel Granollers (1) Marc López           | Łukasz Kubot Janko Tipsarević       | 6–3, 6–2                     |
| 2013       | Bob Bryan (3) Mike Bryan (3)               | Mahesh Bhupathi Rohan Bopanna       | 6–2, 6–3                     |
| 2014       | Daniel Nestor (4) Nenad Zimonjić (3)       | Robin Haase Feliciano López         | 6–4, 7–6(2)                  |
| 2015       | Pablo Cuevas David Marrero                 | Marcel Granollers Marc López        | 6–4, 7–5                     |
| 2016       | Bob Bryan (4) Mike Bryan (4)               | Vasek Pospisil Jack Sock            | 2–6, 6–3, [10–7]             |
| 2017       | Pierre-Hugues Herbert Nicolas Mahut        | Ivan Dodig Marcel Granollers        | 4–6, 6–4, [10–3]             |
| 2018       | Juan Sebastián Cabal (1) Robert Farah (1)  | Pablo Carreño Busta João Sousa      | 3–6, 6–4, [10–4]             |
| 2019       | Juan Sebastián Cabal (2) Robert Farah (2)  | Raven Klaasen Michael Venus         | 6–1, 6–3                     |
| 2020       | Marcel Granollers (2) Horacio Zeballos (1) | Jérémy Chardy Fabrice Martin        | 6–4, 5–7, [10–8]             |
| 2021       | Nikola Mektić (1) Mate Pavić (1)           | Rajeev Ram Joe Salisbury            | 6–4, 7–6(4)                  |
| 2022       | Nikola Mektić (2) Mate Pavić (2)           | John Isner Diego Schwartzman        | 6–2, 6(6)–7, [12–10]         |
| 2023       | Hugo Nys Jan Zieliński                     | Robin Haase Botic van de Zandschulp | 7–5, 6–1                     |
| 2024       | Marcel Granollers (3) Horacio Zeballos (2) | Marcelo Arévalo Mate Pavić          | 6–2, 6–2                     |
| 2025       | Marcelo Arévalo Mate Pavić (3)             | Sadio Doumbia Fabien Reboul         | 6-4, 6(8)-7, [13-11]         |